# Eugen Sigg
Eugen Sigg   (valor desconegut, 1898 - valor desconegut, 29 de desembre de 1994) fou un remer suís que va competir durant la dècada de 1920.
El 1924 va prendre part en els Jocs Olímpics de París, on va disputar dues proves del programa de rem. En la prova del quatre amb timoner guanyà la medalla d'or, i en el quatre sense timoner la de bronze.